# Liste der Nummer-eins-Country-Alben in den USA (2007)
Dies ist eine Liste der Nummer-eins-Alben in den von Billboard ermittelten Verkaufscharts für Country-Alben in den USA im Jahr 2007. In diesem Jahr gab es einundzwanzig Nummer-eins-Alben.

| ← 2006 ← | Liste der Nummer-eins-Country-Alben in den USA | Liste der Nummer-eins-Country-Alben in den USA | Liste der Nummer-eins-Country-Alben in den USA | 2008 →                    |
| \| Zeitraum \| Wo. ges. \| Interpret \| Titel \| Zusätzliche Informationen \| \| (Zeitraum, Wochen auf Platz eins, Interpret, Titel, zusätzliche Informationen) \| \| \| \| \| \| ------------------------------------------------------------------------------ \| -------- \| --------------------- \| ------------------------------------------ \| ------------------------- \| \| 30. Dezember 2006 – 19. Januar 2007 3 Wochen (insgesamt 20) \| 20 \| Carrie Underwood \| Some Hearts[1] \| — \| \| 20. Januar 2007 – 2. Februar 2007 2 Wochen (insgesamt 15) \| 15 \| Rascal Flatts \| Me and My Gang[2] \| — \| \| 3. Februar 2007 – 16. Februar 2007 2 Wochen (insgesamt 22) \| 22 \| Carrie Underwood \| Some Hearts \| — \| \| 17. Februar 2007 – 23. Februar 2007 1 Woche (insgesamt 1) \| 1 \| Various Artists \| Totally Country Vol. 6[3] \| — \| \| 24. Februar 2007 – 2. März 2007 1 Woche (insgesamt 1) \| 1 \| Jason Michael Carroll \| Waitin' in the Country[4] \| — \| \| 3. März 2007 – 23. März 2007 3 Wochen (insgesamt 9) \| 9 \| Dixie Chicks \| Taking the Long Way[5] \| — \| \| 24. März 2007 – 30. März 2007 1 Woche (insgesamt 1) \| 1 \| Gary Allan \| Greatest Hits[6] \| — \| \| 31. März 2007 – 13. April 2007 2 Wochen (insgesamt 24) \| 24 \| Carrie Underwood \| Some Hearts \| — \| \| 14. April 2007 – 4. Mai 2007 3 Wochen (insgesamt 3) \| 3 \| Tim McGraw \| Let It Go[7] \| — \| \| 5. Mai 2007 – 11. Mai 2007 1 Woche (insgesamt 1) \| 1 \| Bucky Covington \| Bucky Covington[8] \| — \| \| 12. Mai 2007 – 18. Mai 2007 1 Woche (insgesamt 25) \| 25 \| Carrie Underwood \| Some Hearts \| — \| \| 19. Mai 2007 – 25. Mai 2007 1 Woche (insgesamt 1) \| 1 \| Miranda Lambert \| Crazy Ex-Girlfriend[9] \| — \| \| 26. Mai 2007 – 1. Juni 2007 1 Woche (insgesamt 26) \| 26 \| Carrie Underwood \| Some Hearts \| — \| \| 2. Juni 2007 – 8. Juni 2007 1 Woche (insgesamt 1) \| 1 \| Gretchen Wilson \| One of the Boys[10] \| — \| \| 9. Juni 2007 – 15. Juni 2007 1 Woche (insgesamt 27) \| 27 \| Carrie Underwood \| Some Hearts \| — \| \| 16. Juni 2007 – 22. Juli 2007 6 Wochen (insgesamt 1) \| 1 \| Jason Aldean \| Relentless[11] \| — \| \| 23. Juni 2007 – 29. Juni 2007 1 Woche (insgesamt 1) \| 1 \| Big & Rich \| Between Raising Hell and Amazing Grace[12] \| — \| \| 30. Juni 2007 – 6. Juni 2007 49 Wochen (insgesamt 1) \| 1 \| Toby Keith \| Big Dog Daddy[13] \| — \| \| 7. Juli 2007 – 3. August 2007 4 Wochen (insgesamt 4) \| 4 \| Brad Paisley \| 5th Gear[14] \| — \| \| 4. August 2007 – 28. September 2007 8 Wochen (insgesamt 8) \| 8 \| Taylor Swift \| Taylor Swift[15] \| — \| \| 29. September 2007 – 5. Oktober 2007 1 Woche (insgesamt 1) \| 1 \| Kenny Chesney \| Just Who I Am: Poets & Pirates[16] \| — \| \| 6. Oktober 2007 – 12. Oktober 2007 1 Woche (insgesamt 1) \| 1 \| Reba McEntire \| Reba: Duets[17] \| — \| \| 13. Oktober 2007 – 9. November 2007 4 Wochen (insgesamt 4) \| 4 \| Rascal Flatts \| Still Feels Good[18] \| — \| \| 10. November 2007 – 16. November 2007 1 Woche (insgesamt 1) \| 1 \| Carrie Underwood \| Carnival Ride[19] \| — \| \| 17. November 2007 – 30. November 2007 2 Wochen (insgesamt 2) \| 2 \| Eagles \| Long Road Out of Eden[20] \| — \| \| 1. Dezember 2007 – 14. Dezember 2007 2 Wochen (insgesamt 2) \| 2 \| Garth Brooks \| The Ultimate Hits[21] \| — \| \| 15. Dezember 2007 – 28. Dezember 2007 2 Wochen (insgesamt 4) \| 4 \| Eagles \| Long Road Out of Eden \| — \| |                                                |                                                |                                                |                           |
| ← 2006 |                                                |                                                |                                                | → 2008 →                  |
| Zeitraum | Wo. ges.                                       | Interpret                                      | Titel                                          | Zusätzliche Informationen |
| (Zeitraum, Wochen auf Platz eins, Interpret, Titel, zusätzliche Informationen) |                                                |                                                |                                                |                           |
| 30. Dezember 2006 – 19. Januar 2007 3 Wochen (insgesamt 20) | 20                                             | Carrie Underwood                               | Some Hearts                                    | —                         |
| 20. Januar 2007 – 2. Februar 2007 2 Wochen (insgesamt 15) | 15                                             | Rascal Flatts                                  | Me and My Gang                                 | —                         |
| 3. Februar 2007 – 16. Februar 2007 2 Wochen (insgesamt 22) | 22                                             | Carrie Underwood                               | Some Hearts                                    | —                         |
| 17. Februar 2007 – 23. Februar 2007 1 Woche (insgesamt 1) | 1                                              | Various Artists                                | Totally Country Vol. 6                         | —                         |
| 24. Februar 2007 – 2. März 2007 1 Woche (insgesamt 1) | 1                                              | Jason Michael Carroll                          | Waitin' in the Country                         | —                         |
| 3. März 2007 – 23. März 2007 3 Wochen (insgesamt 9) | 9                                              | Dixie Chicks                                   | Taking the Long Way                            | —                         |
| 24. März 2007 – 30. März 2007 1 Woche (insgesamt 1) | 1                                              | Gary Allan                                     | Greatest Hits                                  | —                         |
| 31. März 2007 – 13. April 2007 2 Wochen (insgesamt 24) | 24                                             | Carrie Underwood                               | Some Hearts                                    | —                         |
| 14. April 2007 – 4. Mai 2007 3 Wochen (insgesamt 3) | 3                                              | Tim McGraw                                     | Let It Go                                      | —                         |
| 5. Mai 2007 – 11. Mai 2007 1 Woche (insgesamt 1) | 1                                              | Bucky Covington                                | Bucky Covington                                | —                         |
| 12. Mai 2007 – 18. Mai 2007 1 Woche (insgesamt 25) | 25                                             | Carrie Underwood                               | Some Hearts                                    | —                         |
| 19. Mai 2007 – 25. Mai 2007 1 Woche (insgesamt 1) | 1                                              | Miranda Lambert                                | Crazy Ex-Girlfriend                            | —                         |
| 26. Mai 2007 – 1. Juni 2007 1 Woche (insgesamt 26) | 26                                             | Carrie Underwood                               | Some Hearts                                    | —                         |
| 2. Juni 2007 – 8. Juni 2007 1 Woche (insgesamt 1) | 1                                              | Gretchen Wilson                                | One of the Boys                                | —                         |
| 9. Juni 2007 – 15. Juni 2007 1 Woche (insgesamt 27) | 27                                             | Carrie Underwood                               | Some Hearts                                    | —                         |
| 16. Juni 2007 – 22. Juli 2007 6 Wochen (insgesamt 1) | 1                                              | Jason Aldean                                   | Relentless                                     | —                         |
| 23. Juni 2007 – 29. Juni 2007 1 Woche (insgesamt 1) | 1                                              | Big & Rich                                     | Between Raising Hell and Amazing Grace         | —                         |
| 30. Juni 2007 – 6. Juni 2007 49 Wochen (insgesamt 1) | 1                                              | Toby Keith                                     | Big Dog Daddy                                  | —                         |
| 7. Juli 2007 – 3. August 2007 4 Wochen (insgesamt 4) | 4                                              | Brad Paisley                                   | 5th Gear                                       | —                         |
| 4. August 2007 – 28. September 2007 8 Wochen (insgesamt 8) | 8                                              | Taylor Swift                                   | Taylor Swift                                   | —                         |
| 29. September 2007 – 5. Oktober 2007 1 Woche (insgesamt 1) | 1                                              | Kenny Chesney                                  | Just Who I Am: Poets & Pirates                 | —                         |
| 6. Oktober 2007 – 12. Oktober 2007 1 Woche (insgesamt 1) | 1                                              | Reba McEntire                                  | Reba: Duets                                    | —                         |
| 13. Oktober 2007 – 9. November 2007 4 Wochen (insgesamt 4) | 4                                              | Rascal Flatts                                  | Still Feels Good                               | —                         |
| 10. November 2007 – 16. November 2007 1 Woche (insgesamt 1) | 1                                              | Carrie Underwood                               | Carnival Ride                                  | —                         |
| 17. November 2007 – 30. November 2007 2 Wochen (insgesamt 2) | 2                                              | Eagles                                         | Long Road Out of Eden                          | —                         |
| 1. Dezember 2007 – 14. Dezember 2007 2 Wochen (insgesamt 2) | 2                                              | Garth Brooks                                   | The Ultimate Hits                              | —                         |
| 15. Dezember 2007 – 28. Dezember 2007 2 Wochen (insgesamt 4) | 4                                              | Eagles                                         | Long Road Out of Eden                          | —                         |